# Мур, Генриетта
Генриетта Луиза Мур (англ. Henrietta Louise Moore; род. 18 мая 1957) — британский социальный антрополог и теоретик культуры, африканист. Доктор философии (1983), член Британской академии (2007) и Academy of Social Sciences. Директор-основатель Института глобального процветания (IGP) в Университетском колледже Лондона, где также занимает кафедру культуры философии (также с 2014), профессор. Руководила созданием и в 2023 году запуском Академии гражданских наук UCL. Прежде занимала именную кафедру (William Wyse Chair) в Кембридже (2008—2014) и являлась профессором социальной антропологии Лондонского университета (1997—2009). Являлась заместителем директора Лондонской школы экономики по исследованиям и внешним связям (2002—2005) и перед тем директором Института гендера там же (в 1994—1999) и ридером по социальной антропологии. Преподавала и в университете Кента.
Называется одной из самых известных антропологов Великобритании.
Дама-командор ордена Британской империи (2016) за вклад в социальные науки.
Докторскую степень по антропологии получила в Кембридже.
Член Королевского общества искусств и Institute of Directors. Также является главным научным сотрудником Leverhulme Trust и феллоу Центра глобализации и политических исследований UCLA Luskin School of Public Affairs. Сопредседатель Рабочей группы Британской академии по устойчивому развитию и социальным ценностям. 
Президент Британского института в Восточной Африке и председатель и соучредитель лондонской консалтинговой компании SHM Productions Ltd. 
В 2009 году она была назначена членом Научного совета Европейского исследовательского совета.
Почетный феллоу кембриджского Пембрук-колледжа. Проводила крупную полевую работу в Кении и Замбии и опубликовала множество работ в области феминистской и социальной теории.
Публиковалась в Times Higher Education.
Редактор The Future of Anthropological Knowledge.
Соредактор сборника эссе Prosperity in the Twenty-First Century (2023). Главные публикации:
- Feminism and Anthropology, 1988
- A Passion for Difference: Essays in Anthropology and Gender, 1994
- Space, Text and Gender: An Anthropological Study of Marakwet of Kenya, 1996
- The Subject of Anthropology: Gender, Symbolism and Psychoanalysis, 2007
- Still Life: Hopes Desires and Satisfactions, 2011